# Martha Mansfield
Martha Mansfield, all'anagrafe Martha Ehrlich (New York, 14 luglio 1899 – San Antonio, 30 novembre 1923), è stata un'attrice statunitense.

## Biografia

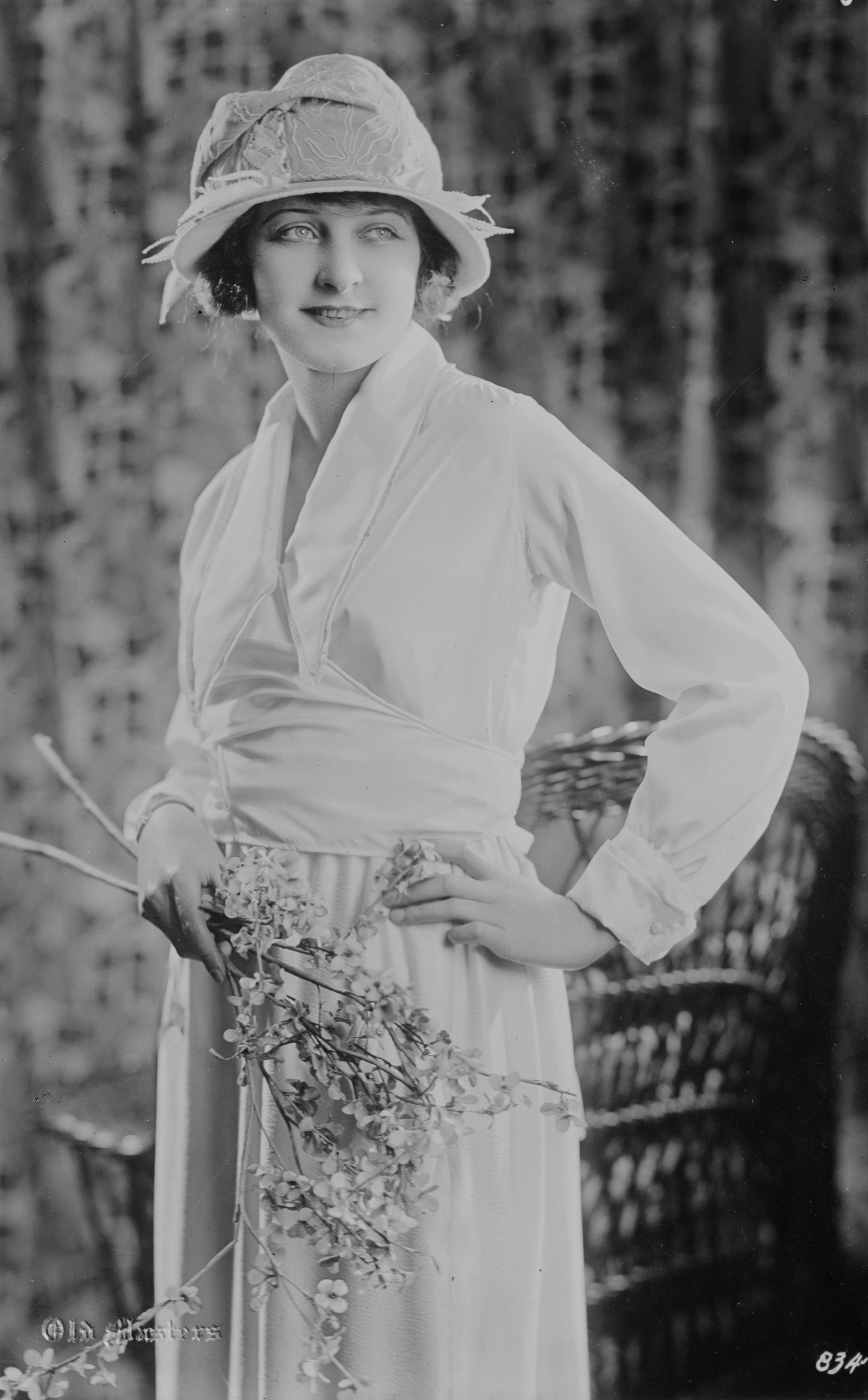
Martha Mansfield (gennaio 1922)

Nata a New York nel 1899, da Maurice e Harriett Gibson Ehrlich, aveva una sorella minore, Edith, nata nel 1905. Cominciò la sua carriera teatrale con uno spettacolo al Winter Garden. Bionda, grandi occhi grigi, si fece notare per la sua bellezza: Florenz Ziegfeld e Dillingham la presero per la rivista The Century Girl, mentre A. H. Wood la volle per On With the Dance.
Nel 1917 fece il suo debutto al cinema apparendo in un corto di Max Linder, Max Comes Across per la Essanay. Le comiche di Linder le fecero da traino per farla conoscere nell'ambiente cinematografico. Nel corso della sua breve carriera (morì nel 1923, a soli 24 anni), girò una trentina di pellicole, alcune a fianco di nomi prestigiosi, quali Montagu Love, Eugene O'Brien e John Barrymore (con lui lavorò in Dr. Jekyll and Mr. Hyde).
Il suo ultimo film, The Warrens of Virginia, diretto da Elmer Clifton, uscì postumo nel 1924. L'attrice morì all'ospedale di San Antonio, dove era stata trasportata per le ferite riportate sul set, dove l'abito che indossava aveva preso fuoco.

## Filmografia
- Max Comes Across, regia di Max Linder (1917)
- Max Wants a Divorce, regia di Max Linder (1917)
- Max in a Taxi (1917)
- Browand Bill (Broadway Bill), regia di Fred J. Balshofer (1918)
- The Spoiled Girl (1918)
- The Hand Invisible, regia di Harry O. Hoyt (1919)
- The Perfect Lover (1919)
- Deve perdonare un marito? (Should a Husband Forgive?) (1919)
- A Social Sleuth (1920)
- Women Men Love (1920)
- Mothers of Men, regia di Edward José (1920)
- Dr. Jekyll and Mr. Hyde, regia di John Stuart Robertson (1920)
- Civilian Clothes, regia di Hugh Ford (1920)
- The Wonderful Chance, regia di George Archainbaud (1920)
- Society Snobs, regia di Hobart Henley (1921)
- His Brother's Keeper, regia di Wilfrid North (1921)
- Gilded Lies (1921)
- L'ultima porta (The Last Door), regia di William P.S. Earle (1921)
- L'uomo di pietra (The Man of Stone), regia di George Archainbaud (1921)
- Queen of the Moulin Rouge, regia di Ray C. Smallwood (1922)
- Till We Meet Again, regia di William Christy Cabanne (1922)
- Is Money Everything? (1923)
- The Woman in Chains (1923)
- Youthful Cheaters (1923)
- Little Red School House (1923)
- Fog Bound (1923)
- The Silent Command, regia di J. Gordon Edwards (1923)
- Potash and Perlmutter (1923)
- The Leavenworth Case (1923)
- The Warrens of Virginia, regia di Elmer Clifton (1924)